# Akkumulation (Kunst)
Akkumulation (lat. accumulo: anhäufen) ist eine 1960 von Arman geprägte Bezeichnung für eine Gestaltungsform der Objektkunst, bei der eine Menge gleichartiger Gebrauchsgegenstände zu einem Arrangement angehäuft und in Glaskästen oder Plexiglashüllen gesammelt werden, um diesen verbrauchten Zivilisationsgegenständen neue ästhetische Eigenschaften zu verleihen.
In solchen Akkumulationen soll deutlich gemacht werden, dass gleiche Gegenstände, die den gleichen Funktionscharakter haben, in ihrer äußeren Erscheinung nicht gleich sind, sondern individuelle Eigenschaftswerte besitzen, die erst in der Anhäufung der gleichen Dinge sichtbar werden. Die Akkumulation erweist sich nur scheinbar als chaotisch, vielmehr entwickeln die Dinge in den durchsichtigen Schaukästen einen Verweisungshorizont, der die moderne Lebenssituation, das Okkupiertsein von Technik und Konsum, offenlegt.
Diese Methode der Material- bzw. der Objektkunst wurde vorwiegend von den Nouveaux Réalistes Arman, Jean Tinguely, Daniel Spoerri und César verwendet.